# 无脉鸡爪簕
无脉鸡爪簕（学名：Oxyceros evenosa）为茜草科鸡爪簕属下的一个种。